# Hieracium almaatense
Hieracium almaatense es una especie de planta con flor del género Hieracium, de la familia Asteraceae, orden Asterales.

## Distribución
Hieracium almaatense se distribuye por Kazajistán.

## Taxonomía
Fue descrita científicamente por B. Fedtsch. & Nevski. Fue publicada en Trudy Bot. Inst. Akad. Nauk S.S.S.R., Ser. 1, Fl. Sist. Vyssh. Rast. 1: 207 (1933).